# Посу-Верди
Посу-Верди (порт. Poço Verde)  —  муниципалитет в Бразилии, входит в штат Сержипи. Составная часть мезорегиона Сельскохозяйственный район штата Сержипи. Входит в экономико-статистический  микрорегион Тобиас-Баррету. Население составляет 21 678 человек на 2006 год. Занимает площадь 380,7 км². Плотность населения — 56,94 чел./км².
Праздник города —  25 ноября. 

## История
Город основан в 1953 году.

## Статистика
- Валовой внутренний продукт на 2004 составляет 56.675.700,00 реалов (данные: Бразильский институт географии и статистики).
- Валовой внутренний продукт на душу населения на 2004 составляет 2.678,2 реалов (данные: Бразильский институт географии и статистики).
- Индекс развития человеческого потенциала на 2000 составляет 0,597 (данные: Программа развития ООН).